# Dopolavoro Aziendale Redaelli 1942-1943
Questa voce raccoglie le informazioni riguardanti il Dopolavoro Aziendale Redaelli nelle competizioni ufficiali della stagione 1942-1943.

## Rosa
| N. |                   | Ruolo | Calciatore          |
| -- | ----------------- | ----- | ------------------- |
|    | Italia (bandiera) | A     | Angelo Azzimonti    |
|    | Italia (bandiera) | P     | V. Ballani          |
|    | Italia (bandiera) | A     | Renzo Bocca         |
|    | Italia (bandiera) | A     | Renzo Bortini       |
|    | Italia (bandiera) | C     | Fausto Braga        |
|    | Italia (bandiera) | A     | Luigi Carelli       |
|    | Italia (bandiera) | C     | Giuseppe Chiappella |
|    | Italia (bandiera) | A     | Carlo Clerici       |
|    | Italia (bandiera) | A     | Raffaele Corbetta   |
|    | Italia (bandiera) | A     | Angelo Damonti      |
|    | Italia (bandiera) | D     | Domenico Damonti    |
|    | Italia (bandiera) | C     | Edoardo Gruppi      |
|    | Italia (bandiera) | C     | Michele Guainazzi   |
|    | Italia (bandiera) | A     | V. Lombardo         |
|    | Italia (bandiera) | C     | A. Marchi           |

| N. |                   | Ruolo | Calciatore           |
| -- | ----------------- | ----- | -------------------- |
|    | Italia (bandiera) | A     | A. Marsani           |
|    | Italia (bandiera) | P     | Italo Moruzzi        |
|    | Italia (bandiera) | A     | Antonio Moscatello   |
|    | Italia (bandiera) | A     | R. Ossena            |
|    | Italia (bandiera) | C     | Bruno Poletti        |
|    | Italia (bandiera) | C     | Giuseppe Preti       |
|    | Italia (bandiera) | P     | Oreste Rabelli       |
|    | Italia (bandiera) | D     | Giuseppe Rampini     |
|    | Italia (bandiera) | A     | I. Rizzi             |
|    | Italia (bandiera) | C     | G. Sala              |
|    | Italia (bandiera) | C     | C. Silva             |
|    | Italia (bandiera) | D     | Michele Scotti       |
|    | Italia (bandiera) | D     | Ermenegildo Spinicci |
|    | Italia (bandiera) | A     | G. Trapanelli        |
|    | Italia (bandiera) | P     | Enrico Zucca         |